# Дембица-Восточная
Дембица-Восточная (пол. Dębica Wschodnia) — остановочный пункт железной дороги (платформа) в городе Дембица, в Подкарпатском воеводстве Польши. Имеет 2 платформы и 2 пути.
Построен в 2014 году как пассажирский остановочный пункт на ведущей к польско-украинской границе железнодорожной линии Краков-Главный — Медыка.